# Балочи
Балочи (на сръбски: Балочи) е село в Черна гора, част от Община Подгорица. Населението на селото през 2003 година е 42 души, предимно етнически черногорци.

## Население
Населението на селото през годините е, както следва: 
- 1948 – 243 жители
- 1953 – 242 жители
- 1961 – 192 жители
- 1971 – 122 жители
- 1981 – 111 жители
- 1991 – 64 жители
- 2003 – 42 жители

### Етнически състав
(2003)
- 34 (80,95 %) – черногорци
- 8 (19,04 %) – сърби